# パンスターズ

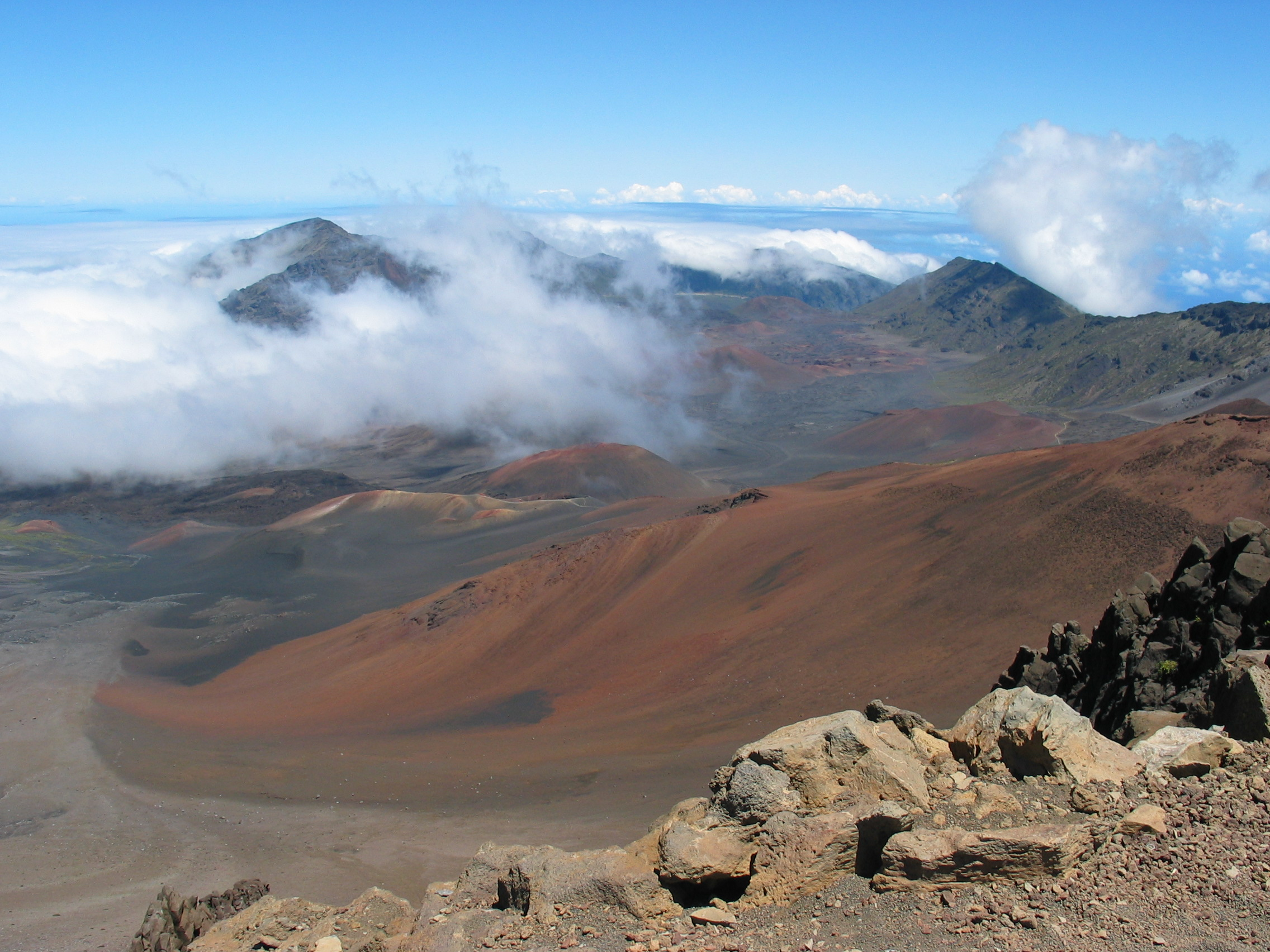
PS1が設置されたハレアカラ山

パンスターズ (Pan-STARRS, Panoramic Survey Telescope And Rapid Response System) は、4台の望遠鏡で継続的に全天をサーベイ観測し移動天体や突発天体を検出する計画である。時間間隔をあけて撮影した画像を比較することにより、小惑星、彗星、変光星などを発見することができる。この計画の第一の目的は、地球に衝突する可能性のある地球近傍天体を発見することである。この計画では、望遠鏡の設置場所であるハワイから観測できる空全域(全天の約3/4に相当)にある、24等級までの天体のデータベースが作成される予定である。
PS1と呼ばれるパンスターズ計画の最初の望遠鏡は、ハワイ州マウイ島のハレアカラ山頂に2006年6月30日に設置され、2008年12月6日にハワイ大学の管理のもとで観測が開始された。残る3台の望遠鏡は1億ドルをかけて建造される予定である。PS2望遠鏡はPS1の北50フィートの、かつて東京大学のマグナム望遠鏡が設置されていた観測所に設置され、2013年にファーストライトを迎える見込みである。
パンスターズは、ハワイ大学天文学研究所、マサチューセッツ工科大学リンカーン研究所、Maui High Performance Computing Center、Science Applications International Corporationの共同計画である。望遠鏡の建設はアメリカ空軍より資金の提供がなされている。PS1が観測準備審査を合格すれば、パンスターズ計画は残り3台の望遠鏡の建造に取り掛かる。
PS1の運用は、PS1サイエンスコンソーシアム(PS1SC) によって行われる。PS1SCのメンバーは、ドイツマックス・プランク研究所、台湾国立中央大学、イギリスエディンバラ大学、ダーラム大学、クイーンズ大学、アメリカのハワイ大学、ジョンズ・ホプキンス大学、ハーバード・スミソニアン天体物理学センターおよびLas Cumbres Observatory Global Telescopeである。

## 観測装置

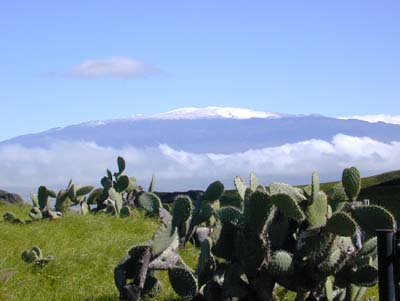
マウナケア山

パンスターズでは、ハワイのマウナケア山あるいはハレアカラ山に口径1.8mの望遠鏡を4台設置する計画である。PS4と呼ばれることになる4台の望遠鏡は、観測時には同じ方向を向く。これは、4台の望遠鏡で撮影された画像を比較し、CCDチップ上の不調なピクセルや宇宙線によるノイズを取り除き、その後画像を合成することで、口径3.6mの望遠鏡で撮影されたものと同等の画像を得るためである。4台の望遠鏡を建設する予算は既に認められている。
試作機ともいえるPS1はすでに建設が終わっており、2006年6月には低解像度のカメラでファーストライトを達成した。望遠鏡の視野は3度であり、これは同等の口径を持つ望遠鏡に比べて圧倒的に大きく、14億ピクセルのデジタルカメラが観測装置として搭載される予定である。焦点面にはCCDが8×8に並べられているが、光学系により焦点面の端には光が届かないので、実際には端の4個を除いた60個のCCDが並べられることになる。
個々のCCDはOrthogonal Transfer Arrayと呼ばれる仕組みであり、600×600ピクセルのセルが64個並んだ、4800×4800ピクセルのものである。このカメラを用いた初観測は2007年8月22日に行われ、アンドロメダ銀河が撮影された。
パンスターズで撮影される画像は1枚につき2GBあり、露光時間は30秒から60秒である。これは24等級の天体まで撮影するには十分な時間である。撮影直後のデータ処理にはさらに1分ほどかかる。撮影は連続的に行われるので、望遠鏡が4台そろうPS4段階では毎晩10テラバイト分の天体画像が取得される。データ量が非常に膨大になるため、撮影された画像に写っているすべての天体の位置と明るさをコンピュータ処理によって読みとった後、画像そのものは破棄される。あらかじめ撮影しておいた変光しない天体のデータベースと比較することにより、明るさが変わっている天体や位置が変化している天体を見つけだすことができる。
PS1の観測は6種類のフィルターを通じて行われ、全体としては波長およそ400-1000ナノメートルの可視光から近赤外線領域をカバーする。フィルターのうち5種類（g, r, i, z, ｙ) はスローン・デジタル・スカイサーベイ (SDSS) で使用されていたフィルター似ている。ただしSDSSの測光系との厳密な互換性は無い。特にgフィルターとzフィルターは波長域がSDSSのものから意図的に少し変更されている。PS1の測光系であることを明記するにはフィルター名に下付き文字で「P1」と付してgP1, rP1というように書かれる。また、この5種類に加えて独自の「w」フィルターも用意されている。wフィルターはg, r, iフィルターを統合したような広い波長帯（400-800ナノメートル)を持つ。
望遠鏡の視野が非常に広く画像取得に必要な露光時間も短いため、毎晩約6000平方度に及ぶ天域を撮影することができる。全天の立体角は4πステラジアンであり、これは41,253平方度に相当する。このうちハワイから観測できるのは3万平方度程度であるから、約5夜の観測で全天を撮影することができることになる。月が明るいときなどを除くと1か月に全天を4回撮影することになるが、これは観測天文学史上前例を見ない計画である。
このプロジェクトは既に存在している技術を使って実現することが可能であるが、しかしこれまでに試みられたことのないほど大規模な計画である。

## 科学的内容
全天を系統的かつ継続的に観測する計画はこれまであまり実行されてこなかったが、パンスターズ計画が実現することによって様々な天体について非常に多くの発見がもたらされると期待されている。例えば、小惑星の発見において現在最も成果をあげているリンカーン地球近傍小惑星探査(LINEAR)では、限界等級は19等であり黄道面の観測を中心としている。パンスターズ計画はLINEARよりも5等級暗い天体まで撮影することが可能で、さらにハワイから観測可能な全天を観測するので、より多くの成果が期待できる。
パンスターズ計画の主要な出資者の一つである空軍研究所 (AFRL) はパンスターズ計画で得られたデータの科学利用に当たって軍事機密に関わりかねない人工衛星の航跡を検閲することを要求した。このため、生の観測データから人工衛星の航跡を検出し、その周囲をマスキングするという検閲ソフトウェアをAFRLが開発し、このソフトウェアで処理したデータを科学コミュニティに提供するという方法を採った。検閲ソフトウェアは多数の誤検知を生じ、データの科学的有用性を低下させたためAFLRと他のプロジェクト参加機関の間で折衝が行われ、2011年12月12日にはAFLRは検閲の要求を取り下げた。それ以降データの検閲処理は廃止されている。

### 太陽系

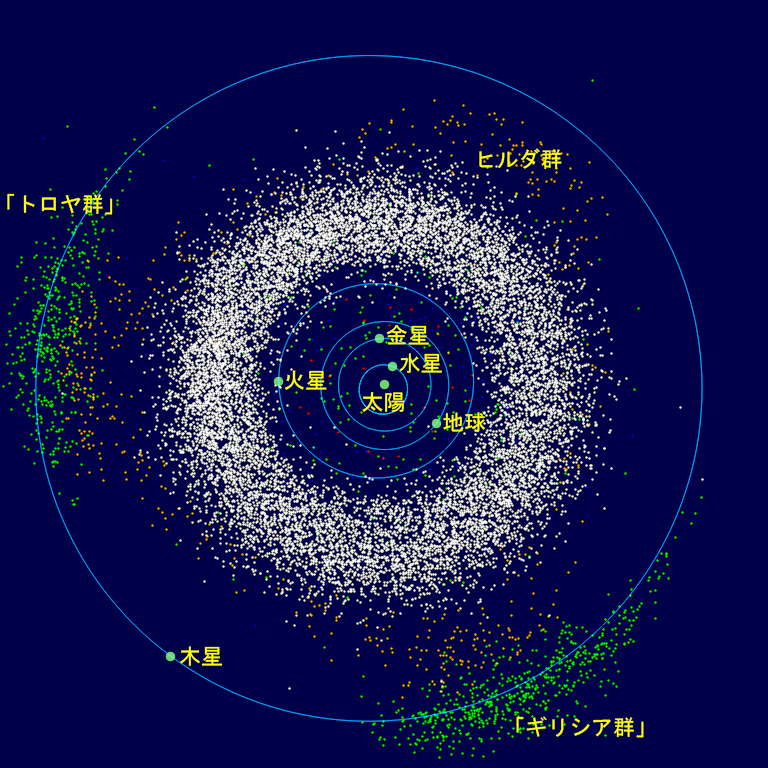
トロヤ群小惑星

小惑星帯に存在する小惑星が大量に発見されると期待されているが、パンスターズではこれだけでなく10万個のトロヤ群小惑星(2008年までに見つかっている同種の小惑星は2900個)、少なくとも2万個のエッジワース・カイパーベルト天体(2005年中旬までに見つかっている天体は800個)、さらには土星、天王星、海王星軌道上に存在するトロヤ群小惑星が数千個(現在海王星トロヤ群小惑星は6個、土星と天王星にはトロヤ群小惑星は見つかっていない)、大量のケンタウルス族小惑星や彗星が発見されると期待されている。
新天体を大量に発見するだけでなく、パンスターズでは現在行われている観測の偏りによって生じる問題も解消されるはずである。例えば、現在の観測では軌道傾斜角が小さい、すなわち軌道が黄道面に近いものが数多く発見されており、準惑星マケマケのような天体は冥王星よりわずかに暗い(17等)だけにもかかわらず最近まで発見されなかった。また、現在見つかっている彗星の多くは近日点距離が近いものが多い。限定的な観測手法によって生じるこのような偏りを軽減させることができれば、太陽系についてのより包括的な研究を行うことが可能になる。例えば、直径1kmより大きい木星のトロヤ群小惑星の数は小惑星帯に存在する小惑星の数とほとんど同じであるかもしれないが、現在では観測が不十分であるために後者の小惑星の数の方が何桁も大きいことになっている。
パンスターズで発見されるかもしれないものとしては、太陽系を通過する未知の天体があげられる。惑星系の形成過程においては、惑星との重力相互作用によって数多くの小天体が太陽系外に弾き飛ばされたと考えられている。太陽系の場合にはその数は1013にも及ぶと考えられている。こうした過程を経て他の惑星系からはじき出された天体が銀河系内を漂い、我々の太陽系の周辺を通過している可能性がある。
さらに、パンスターズでは小惑星同士の衝突も発見されるかもしれない。そのような衝突が起きる頻度は非常に小さいためにこれまで観測されたことはないが、パンスターズでは既存の観測とは桁違いに大量の小惑星が観測されるので、統計的に考えると小惑星同士の衝突のような現象もとらえられる可能性がある。
またパンスターズでは、エリスのように冥王星よりも大きなエッジワース・カイパーベルト天体も発見されるかもしれない。

### 太陽系以遠
パンスターズでは、近傍の銀河にあるものも含めて非常に数多くの変光星が発見されると期待されている。さらには現在知られていない新しい矮小銀河も発見されるかもしれない。多数のセファイド変光星や食変光星を発見することで、近傍銀河までの距離をより正確に求めることができる。さらに遠方の銀河におけるIa型超新星も数多く発見されるはずである。これはダークエネルギーが宇宙の進化にどのような影響を及ぼしてきたかを研究する際に大変重要である。また、まだ謎の多いガンマ線バーストの残光の研究においてもパンスターズは有用である。
おうし座T型星のような非常に若い天体はたいてい変光星であり、パンスターズはこのような若い天体を数多く発見することによってそれらの性質をよりよく理解することができる。また食検出法や重力マイクロレンズを用いて多数の太陽系外惑星が発見されると期待されている。
パンスターズでは星の固有運動や年周視差も測定し、多数の褐色矮星や白色矮星などの暗い天体が発見されると期待されている。こうして太陽から100パーセク以内にある天体についてより完全な調査を行うことができる。これまでの同様の観測(例えばヒッパルコス衛星)では、最近発見されたティーガーデン星のような天体は暗すぎて観測できていなかった。
また、大きな年周視差を持つが固有運動は非常に小さい星が発見されれば、現在は仮説の域を出ないネメシスのような天体も(もし実在するならば)見つけることができるかもしれない。

## 参考
1. 1 2  “Watching and waiting”.  The Economist (2008年12月4日). 2008年12月6日閲覧。 From the print edition
2. ↑  Robert Lemos (2008年11月24日). “Giant Camera Tracks Asteroids”.   Technology Review (MIT). 2008年12月6日閲覧。
3. ↑  “Project Status”.   Pan-STARRS. 2013年8月1日閲覧。
4. 1 2 3 4 5 6 7  Chambers, K. C; et al. (2016). “The Pan-STARRS1 Surveys”. arXiv:1612.05560.
5. ↑  “海王星トロヤ群小惑星の一覧” (英語).   Minor Planet Center. 2019年12月12日閲覧。